# Giovanni Cervantes
Giovanni Cervantes (1983, Ciudad de México, México) es un chef y artista mexicano, que vive y trabaja en New York, es reconocido por su trabajo artístico destacando su fotografía de retrato y sus campañas comerciales para Tecate, Canon, Pepsi, Procter and Gamble, AeroMexico, entre otros. También ha desarrollado proyectos visuales y exhibiciones en diversos espacios culturales en México, Alemania y Estados Unidos. En 2012 fundo COLONY Studios Brooklyn, un proyecto dedicado a la producción de fotografía commercial y posteriormente bajo el colectivo llamado Kids are not sleeping, a impulsar proyectos artísticos y de música electrónica. En la escena del rave ha sido conocido como DJ chido, DJ forces, DJ Woody and DJ Pilas. En el año 2021 incursiona en la industria hospitalaria enfocándose en la cocina Mexicana, particularmente, Tacos, y así funda Taqueria Ramírez en Greenpoint Brooklyn. Su trabajo culinario ha sido reconocido por el New York Times y James Beard Foundation. 

## Biografía
Nació en la Ciudad de México en 1983, estudió en la Universidad Nacional Autónoma de México, en lo que era la Escuela de Nacional de Artes y en la Escuela Activa de Fotografía. Desde el 2003 ha participado en exhibiciones colectivas a lo largo de todo el país, por ejemplo en el Centro de Imagen, la Fototeca de Veracruz, el Centro Cultural de Tijuana, el Museo de Arte Moderno de Monterrey, el Museo de la Ciudad de México, y durante los años 2008,2009, 2010 colaboró en FIFI projects en Miami, New York y en 2010 en MMX, Bérlin, Alemania.
Se reconoce sus trabajo ya que presenta una detallada "atención hacia la forma del cuerpo, enfocado en la sexualidad de la mujer" y también se valora su originalidad al rescatar los detalles y la estética a modo de que sus fotografías asemejen a un filme en una escena perfecta.